# Sławoszewo, Tỉnh West Pomeranian
Sławoszewo [swavɔˈʂɛvɔ] (trước đây là Neuhaus của Đức) là một khu định cư ở khu hành chính của Gmina Dobra, thuộc Hạt cảnh sát, West Pomeranian Voivodeship, ở phía tây bắc Ba Lan, gần biên giới Đức.